# 진명여자고등학교 군인 조롱 위문편지 논란
진명여고 군인 조롱 사건은 2021년 12월 30일 진명여자고등학교의 한 재학생이 자원하여 참가한 봉사활동의 일환으로 현역으로 복무 중인 군인에게 보내는 위문편지에 부적절한 내용을 적어 2022년 1월 10일에 논란이 된 사건이다.

## 상세
이 편지를 받은 대한민국 육군 현역병이 '대부분 예쁜 편지지에 좋은 말을 받았지만 혼자 저런 편지를 받아 의욕이 손상되었고 속상했다'는 심경을 토로하며 인터넷을 통해 이 사건이 알려졌다.
학교 1시간 봉사활동의 일환으로 본인이 고등학교 2학년 여학생이라고 밝힌 이 위문편지를 쓴 사람은 '앞으로 시련이 많을 텐데 이 정도는 참아야 하지 않겠느냐', '자신도 이제 고등학교 3학년이라 힘든데 이러한 위문편지 쓰기에 꼭 참석해야 하니 짜증나고 귀찮다'라고 했다.
해당 편지에는 '고3이라 뒤지겠는데 이딴 행사 참여하고 있으니까', '추운데 눈 오면 열심히 치우세요'와 같이 불필요한 비난성 표현이 들어 있었다. 이에 대해 정성을 담아 써야 하는 위문편지에서 이러한 적절하지 않은 표현을 쓰는 것 자체가 문제 있다는 비판이 쏟아져 나왔으며, 봉사활동을 강제로 시켰는지를 막론하고 저런 표현을 쓰지 말아야 한다고 지적하고 있다.
이러한 논란에 대해 해당 학교 학생의 트위터 계정에서 “해당 편지는 기말고사를 마치고 학교 생활을 즐기고 있던 우리에게 학교가 강요해 쓰게 했다”이라며 “안 쓰면 봉사 시간 인정해주지 않기 때문에 억지로 썼다”라고 밝혔다. 강제로 편지를 쓰게 하니 좋은 소리가 나올 수 없었다는 것이다. 그러나 이같은 해명은 교육청의 공식 입장으로 반박된다.
또한, 진명여고에 재학중인 또다른 학생이 트위터에 군인을 비하하는 듯한 내용을 담은 위문편지를 게시했다. 해당 내용 역시 비난적ㆍ비하적ㆍ조롱적인 표현들을 사용하고, 편지에 쓰기에 부적절한 문체로 이루어져 있다는 것이 확인되었다.
비판과 논란이 일어나자, 비판받는 이유에 대해서는 부적절한 표현이 들어간 편지를 쓴 학생에 대한 지적은 물론이고, 학교측에 대해 '위문편지를 쓰도록 강제하지 말라' 등 '학교 책임론'을 들어 비판하고 있다. 또한 이에 대해 '전통'이라는 이름으로 합리화되는 상명하복식 문화와 획일적인 지침을 던져주는 '매뉴얼' 관행을 지적하며 해당 학교 교사의 태만이 문제를 일으켰다며 교사에게 책임이 있다고 비판하기도 했다.

## 반응

### 해당 학교측의 공식 입장문
학교 교장 측에서는 이 내용이 사전에 걸러지지 않은 것에 대해 "학생의 인권, 개인정보 보호 차원에서 학생이 쓴 일기나 편지와 같은 내용들을 교사가 볼 수 없는 구조였고, 학생들을 대상으로 사전교육을 철저히 했지만 안타깝게도 불미스러운 문제가 생긴 것이다"라고 했다. 또한 61년동안 이어져 온 전통인 만큼, 롤링 페이퍼와 같은 대체 방안을 생각해 볼 것이라고 했다. 또한 학생들에게 배포된 위문 편지 주의사항에 신상을 특정할 만한 어떠한 정보는 개인정보를 수집하고 유포하는 악용 가능성이 있으므로 적지 말고, 군인의 사기를 저하시키는 표현 사용을 자제하라고 했다.

### 조희연서울시 교육감 입장문
성실하게 국방의 의무를 다하는 중에 온라인에 공개된 편지 내용으로 마음에 상처를 받은 국군 장병들에게 심심한 사과와 위로를 드린다고 했으며, 학생 신상 공개 등 심각한 사이버 불링이 벌어지는 상황을 비판했다. 또한 학교에서는 즉시 학생의 심리·정서 지원을 위한 상담을 시작하고 있고, 서울시교육청에서는 성폭력피해지원센터 등 전문기관과 연계해 신속하게 학생과 학부모의 상담과 치료를 지원하고 있으며, 학생들을 적극 보호하겠다고 했다. 또한 학생의 권리를 심각하게 침해하는 불법적인 합성사진 등이 있으면 삭제되는 조치를 취하도록 노력하겠다고 했다.

### 교육청의 공식 입장
서울시교육청과 산하기관 강서양천교육지원청의 공식 입장에 따르면 이번 사건 관련하여 강제로 학교측에서 봉사활동을 시킨 적이 없으며, 자신이 하고 싶은 사람들만 자원(自願)하여 진행하는 1시간이 부여된 자원봉사 활동이고, 실제로 참가한 인원은 전체 1, 2학년의 50%가 안된다고 한다. 이는 강제로 작성했다는 학생의 주장과는 대치되는 부분이다. 1학년 1명과 2학년 1명이 문제되는 표현이 들어간 편지를 작성했다.

### 인터넷 커뮤니티
- 대부분의 남초 커뮤니티(디시인사이드, MLBPARK, 루리웹, 에펨코리아 등등)는 정치 성향과 세대를 떠나 군인 조롱에 대해 매우 부정적이다. 이들은 자신이 군대에 있을 때 느낀 한(恨)과 군인으로서 자신의 처지에 대해 이해하고 공감해주지 못할망정 병역의 의무를 다한 대가가 제대로 된 '보상'이 아닌 오히려 혐오와 조롱거리가 되었다는 한탄과 세상을 향한 원망감, 이러한 이유로 군인을 조롱하고 비웃는 행위를 용납하지 않는 데서 학생이 군인을 조롱하는 편지를 쓴 것에 대해 강력하게 비판했다.[12]

- 이와 반대로 여초 커뮤니티는 군인에 대한 조롱이나 성희롱에 대해서는 문제가 없다고 반응하는 측과 이에 대해 비판하는 측이 공존한다. 옹호 측은 군인에 대한 위문편지를 쓰게 하는 것 자체가 문제라고 비판하고 문제의 위문편지를 쓴 여학생을 옹호하고 있고, 비판 측은 위문편지가 강제적으로 이루어졌든 아니든 간에 이러한 표현을 쓴 행위에 대해서는 옹호하기 어렵다고 했다.[8]

### 정치권
- 2022년 1월 12일, 청와대 국민청원에서는 "여자고등학교에서 강요하는 위문 편지 금지해주세요."라는 국민 청원이 올라온 상황이며 1월 12일 08:00에 22,000명, 1월 15일 10:00에 136,000명[2]의 동의를 얻었다.

- 같은 날 국민의힘의 공식 유튜브 채널인 '오른소리'의 제 20대 대선 후보인 윤석열 캠프에서 군인들에 대해 안전한 대한민국을 만든 국군에게 감사하고, 현역 복무 중인 군인들에게 당당하게 국방의 의무로서의 군복무를 이행하도록 독려하고 응원하는 메시지를 전했다.[13]

- 전교조 측은 교육청과 학교에 대해 '반교육적 행위, 학생 인권 침해'라며 당장 중단하라고 목소리를 내었다. 위문편지로 인해 학생들이 피해를 입었거나 피해 위험이 있음을 학교가 인지하고도 학생들을 위험에 내몰았으며 서울시교육청과 해당 학교 측에게 학생 보호를 위한 조치를 강구하고 '위문편지' 쓰기 강요를 중단하라고 요구했다.[14]

### 기타
- 진명여고 인근에 있는 수학학원의 원장님이 군인을 비하하고 조롱하는 표현을 사용한 해당 학생이 다니는 진명여고 학생 6명들을 전부 퇴원조치하겠다는 입장을 냈다. 그러나, 이 6명 중 해당 학생을 옹호하고 군인을 비하하는 행위에 대한 문제의식이 없다고 판단한 한 명만 최종 퇴원처리했다.[15][16][17]

- 국악인 송소희가 과거 한 발언이 주목받고 있다고 평가받는다. "빨리 입대하고 빨리 제대해서 하고싶은 일을 마음껏 누리자는 마음으로 입대했다. 군대라는 조직 속에서 지루하고 의미없는 일을 하며 20대 청춘을 허무하게 날려버리는 것 같아서 속상하다"고 군인이었던 사람으로서 토로한 한 남성의 사연에 대해 송소희는 "군대가는 것은 본인의 선택으로 가지 않고 군대를 다녀오지 않은 여성으로서 이런 사연에 전적으로 군인으로서 힘든점을 공감하는 시간을 가지게 되니 좋다"고 했다.[18]

## 같이 보기
- 진명여자고등학교